# NHL Winter Classic 2011
L'NHL Winter Classic 2011, conosciuta per motivi di sponsorizzazione come Bridgestone Winter Classic, è stata la quarta edizione dell'NHL Winter Classic, partita a cadenza annuale di hockey su ghiaccio all'aperto organizzata della National Hockey League (NHL). Svoltasi il 1º gennaio 2011, all'Heinz Field di Pittsburgh, in Pennsylvania, la partita valevole per la regular season vide affrontarsi i Pittsburgh Penguins, padroni di casa, ed i Washington Capitals, questi ultimi alla loro prima partecipazione all'evento; i Penguins infatti vinsero l'edizione del 2008 contro i Buffalo Sabres. I Capitals ebbero la meglio nella sfida per 3-1. La cantante di Pittsburgh Jackie Evancho eseguì l'inno statunitense Star Spangled Banner, mentre le leggende dello sport della città Mario Lemieux, Franco Harris e Jerome Bettis presiedettero al lancio cerimoniale del puck, mentre nel corso degli intervalli vi furono diverse esibizioni musicali.
Il Winter Classic permise di ammirare uno contro l'altro due dei giocatori più forti della lega, entrambi prime scelte allolute all'NHL Entry Draft: il centro canadese dei Penguins Sidney Crosby (2005), e l'ala russa dei Capitals Aleksandr Ovečkin (2004); entrambi i giocatori debuttarono in NHL nel 2005 a causa del lockout della stagione precedente, e contribuirono ad alimentare l'accesa rivalità fra le due squadre, cresciuta a partire dall'inizio degli anni 1990.

## Ritardo dell'incontro

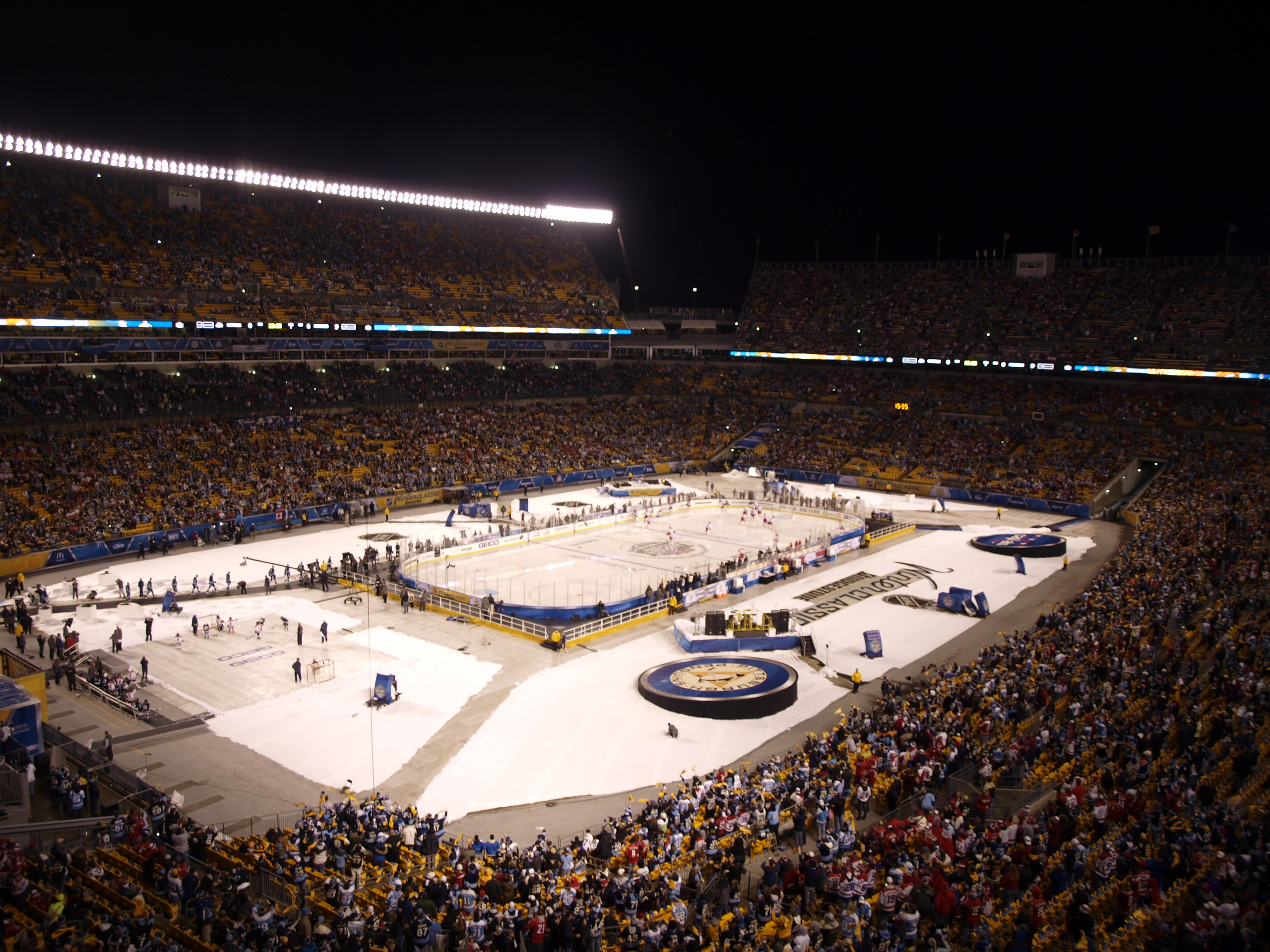
Il timore della pioggia spostò l'inizio dell'incontro dalle 13:00 alle 20:00.

La partita era originariamente prevista per le ore 13:00, ma la paura per i problemi dovuti alla pioggia caduta il 31 dicembre sullo stadio spinse ad un rinvio di sette ore, con l'inizio posto alle ore 20:00 UTC-5. Poche settimane prima si diffuse la notizia di un rinvio del Winter Classic o anche la cancellazione della partita. Le principali agenzie meteorologiche annunciarono una giornata relativamente mite, con possibilità di precipitazioni. La preoccupazione principale per la NHL era costituita dalla pioggia, la quale avrebbe potuto rendere impraticabile il campo da hockey su ghiaccio. La pioggia leggera depositandosi sul terreno si sarebbe ghiacciata rendendo il ghiaccio non uniforme, mentre un'intensa precipitazione avrebbe potuto allagare la pista. La NHL pensò allora di rimandare la partita al 2 gennaio se necessario, ma non sarebbe stato facile data la presenza lo stesso giorno degli incontri di NFL. Qualora non fosse stato possibile svolgere l'evento all'aperto, l'incontro fra Penguins e capitals si sarebbe svolto più avanti nel corso della stagione al Consol Energy Center. Il weekend di Capodanno era l'unico messo a disposizione dai Pittsburgh Steelers, i quali avrebbero dovuto utilizzare lo stadio per la preparazione ai playoff di lì a poche settimane.
Come giunse Capodanno le previsioni confermarono il rialzo delle temperature fino a pochi gradi sopra i 0 °C, mentre le precipitazioni si sarebbero dovute placare entro la serata per tutto il resto del weekend. La leggera pioggia caduta su Pittsburgh non ebbe conseguenze sul ghiaccio, e fu possibile svolgere l'incontro regolarmente.

## Uniformi
I Capitals, squadra ospite, indossarono una replica della loro prima divisa, risalente alla stagione 1974–75, già indossata in occasione del ventennale della franchigia, nel campionato 1994–95. I Penguins invece indossarono una nuova maglia, ispirata a quella della stagione 1967–68; i colori azzurro e blue navy furono invertiti, mentre al posto della scritta "Pittsburgh" fu riproposta una vecchia versione del logo della squadra.

## Pre-partita
L'ingaggio cerimoniale fu tenuto alcune delle leggende degli sport di Pittsburgh: Mario Lemieux, Franco Harris e Jerome Bettis, oltre al sergente di prima classe Bradley T. Tinstman dell'U.S. Army. Gli inni nazionali furono cantati da Steven Page (O Canada) e da Jackie Evancho (The Star-Spangled Banner).

## Partita
Durante la prima frazione di gioco, senza segnature, vi furono di rilevante soltanto quattro penalità, compreso uno scontro fra Michael Rupp e John Erskine; l'equilibrio si rispecchiò nei tiri in porta, 16 a 12 in favore dei Penguins. Al minuto 2:13 del secondo periodo Evgenij Malkin segnò la rete del vantaggio per Pittsburgh su assist di Kris Letang e Marc-André Fleury, tuttavia entro la fine del periodo Washington riuscì a ribaltare il risultato, grazie al gol di Mike Knuble al minuto 26:54 e alla marcatura di Eric Fehr al minuto 34:45. I Capitals nei venti minuti centrali effettuarono 16 tiri contro 8. Nell'ultimo terzo, nonostante 9 tiri contro 4 Pittsburgh non riuscì a pareggiare la situazione, subendo invece la rete del 3-1 con la doppietta di Fehr al minuto 51:59.

### Referto della partita
| Arbitri: | Paul Devorski Stephen Walkom |

| |            | |
| (N. Backstrom, M. Green, PP) M. Knuble 26:54 (M. Johansson) E. Fehr 34:45 (J. Chimera, J. Erskine) E. Fehr 51:59 | Marcatori  | 22:13 E. Malkin (K. Letang, M.A. Fleury) |
| M. Green - Trattenuta - 08:21 - 2min J. Erskine - Eccessiva durezza - 11:52 - 5min B. Laich - Ostruzione - 22:59 - 2min J. Erskine - Aggancio - 35:37 - 2min M. Knuble - Ritardo del gioco - 47:28 - 2min | Penalità   | 2min - 04:40 - Aggancio - P. Martin 5min - 11:52 - Eccessiva durezza - M. Rupp 2min - 25:56 - Trattenuta - M. Talbot |
| 1 - P - Semёn Varlamov 4 - D - John Erskine 8 - AS - Aleksandr Ovečkin (C) 16 - AD - Eric Fehr 19 - C - Nicklas Bäckström (A) 21 - C - Brooks Laich 22 - AD - Mike Knuble (A) 23 - D - Scott Hannan 25 - AS - Jason Chimera (A) 26 - AS - Matt Hendricks 27 - D - Karl Alzner 28 - AS - Aleksandr Sëmin 30 - P - Michal Neuvirth 39 - C - Dave Steckel 52 - D - Mike Green 55 - D - Jeff Schultz 74 - D - John Carlson 83 - AD - Jay Beagle 85 - C - Mathieu Perreault 90 - C - Marcus Johansson | Formazioni | Brent Johnson - P - 1 Alex Goligoski - D - 3 Zbyněk Michálek - D - 4 Deryk Engelland - D - 5 Paul Martin - D - 7 Pascal Dupuis - AS - 9 Mark Letestu - C - 10 Jordan Staal (A) - C - 11 Chris Kunitz - AS - 14 Michael Rupp - AS - 17 Matt Cooke - AS - 24 Maxime Talbot - C - 25 Craig Adams - AD - 27 Marc-André Fleury - P - 29 Brooks Orpik (A) - D - 44 Arron Asham - AD - 45 Tyler Kennedy - AD - 48 Kris Letang - C - 58 Evgenij Malkin (A) - C - 71 Sidney Crosby (C) - C - 87 |
| Bruce Boudreau | Allenatori | Dan Bylsma |

### Migliori giocatori della partita
- 1º: Semёn Varlamov - 32 parate (.970) -  Washington Capitals
- 2º: Eric Fehr - 2 gol -  Washington Capitals
- 3º: Evgenij Malkin - 1 gol -  Pittsburgh Penguins